# Chiesa della Sacra Famiglia di Nazareth
La chiesa della Sacra Famiglia di Nazareth è una chiesa di Roma, nel quartiere Prenestino-Centocelle, in piazzale delle Gardenie.

## Storia
Essa è stata costruita tra il 1970 ed il 1972 su progetti dell'ingegnere e sacerdote don Giancarlo Cevenini e Mario Fusacchia per la congregazione dei Figli della Sacra Famiglia, ed è stata consacrata dal cardinale vicario Angelo Dell'Acqua nel 1972.
Nel 1984, in occasione della beatificazione di Josep Manyanet i Vives, fondatore della congregazione religiosa, la chiesa ha subito dei restauri.
La chiesa è sede della parrocchia omonima, istituita l'8 giugno 1962 con decreto del cardinale vicario Clemente Micara Neminem fugit quanto.
Presso la chiesa è la sede centrale dell'Associazione della Sacra Famiglia, associazione internazionale di fedeli di diritto pontificio animata dai Figli della Sacra Famiglia.

## Descrizione
La chiesa esternamente si presenta come una struttura parallelepipeda in laterizio, sormontata da una grande croce. Si accede all'edificio tramite una doppia rampa di scale, che porta ad un portico d'entrata.
L'interno è ad un'unica navata, con balconata sul cui parapetto corre una scritta dedicata a Dio, protettore delle famiglie.
Al centro della chiesa pende un lampadario in ferro battuto, mentre l'illuminazione interna è data da una serie di vetrate policrome. Lungo le pareti laterali sono poste diverse statue di santi, mentre nei pressi dell'entrata è una statua bronzea raffigurante il Majanez. Originale è la Via Crucis, ove sono raffigurati alcuni personaggi d'oggi, tra cui papa Paolo VI. Il semplice altare maggiore è affiancato da un tabernacolo a forma di sole, posto all'interno di una lastra di vetro policromo. A fianco del presbiterio è la cappella del Santissimo Sacramento: all'altare un bassorilievo in bronzo di I. Feppetti raffigurante l'Ultima cena.